# Marcel Reich-Ranicki

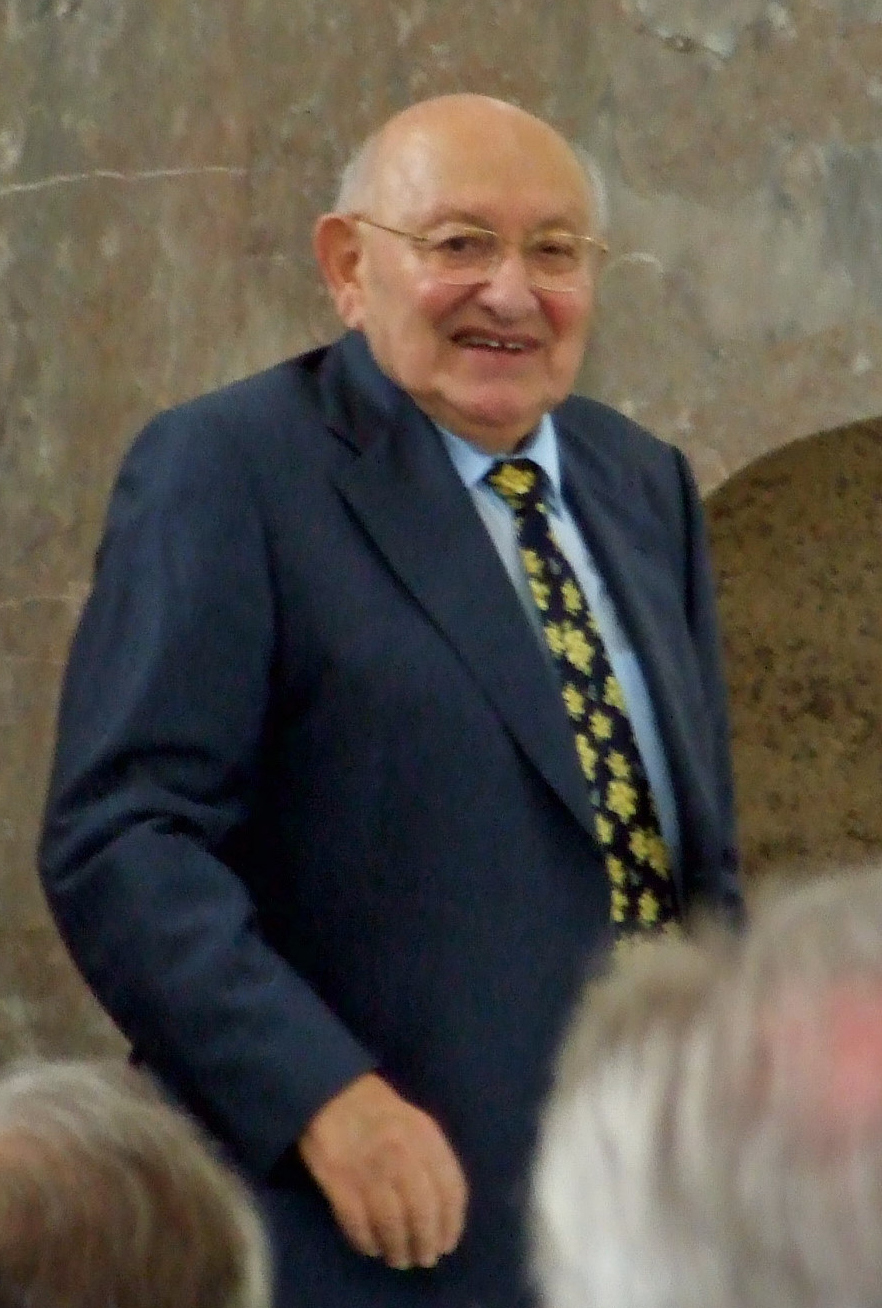
Marcel Reich-Ranicki (2007)

Marcel Reich-Ranicki [maʁˈsɛl ˌʁaɪ̯ç ʁaˈnɪt͡ski] (geboren am 2. Juni 1920 als Marceli Reich in Włocławek, Polen; gestorben am 18. September 2013 in Frankfurt am Main) war ein deutsch-polnischer Autor und Publizist. Er gilt als einflussreichster deutschsprachiger Literaturkritiker seiner Zeit.
Reich-Ranicki war Überlebender des Warschauer Ghettos. 1958 siedelte er in die Bundesrepublik Deutschland über, wo er als Literaturkritiker zuerst bei der Wochenzeitung Die Zeit, dann bei der Frankfurter Allgemeinen Zeitung arbeitete. Er war ein maßgeblicher Kritiker in der Gruppe 47, Sprecher der Jury des Ingeborg-Bachmann-Preises und Initiator der Literatursendung Das Literarische Quartett, die er von 1988 bis 2001 moderierte. Durch legendäre Fernsehauftritte wurde der in der Öffentlichkeit als „Literaturpapst“ bekannte Reich-Ranicki zudem ein Medienstar. Seine Memoiren Mein Leben (1999, Verfilmung 2009) erhöhten seine Popularität noch weiter; das Buch stand auf Platz 1 der Spiegel-Bestsellerliste vom 11. Oktober 1999 bis zum 15. Oktober 2000.
Reich-Ranicki war verheiratet mit Teofila Reich-Ranicki und Vater des gemeinsamen Sohnes Andrew Ranicki.

## Leben

### Włocławek
Marcel Reich wurde als drittes Kind des Fabrikbesitzers David Reich und dessen Frau Helene, geb. Auerbach, geboren. Er wuchs in einer assimilierten jüdischen deutsch-polnischen Mittelstandsfamilie auf. Seine älteren Geschwister waren Alexander Herbert Reich (1911–1943) und Gerda Reich (1907–2006). Die Mutter war in Deutschland aufgewachsen und kam sich in der polnischen Provinz Kujawiens verloren vor. Ihre große Sehnsucht war eine Rückkehr nach Berlin. Reich-Ranicki beschreibt sie als sehr liebevoll und zugleich „weltfremd“. Ihr Vater war der Rabbiner Menachem Mannheim Auerbach (1848–1937) aus Lezno (Lissa), der in Berlin-Wilmersdorf lebte, im Alter erblindet und von seinen Söhnen finanziell unterstützt. Reich-Ranickis Vater besaß eine kleine Fabrik für Baumaterialien. Er war aber im Kaufmannsberuf unglücklich und „vollkommen ungeeignet“. 1929 musste der Vater Insolvenz anmelden. Marcel Reich durfte als einziger seiner Geschwister die deutsche Schule von Włocławek (Leslau) besuchen.

### Berlin
Um ihm seine berufliche Zukunft nach dem geschäftlichen Ruin seines Vaters offenzuhalten, schickten ihn die Eltern zu wohlhabenden Verwandten nach Berlin, darunter dem Patentanwalt Max Auerbach (1890–1943) und einem Zahnarzt. Ab 1929 lebte Marcel zunächst in Berlin-Charlottenburg, von 1934 bis 1938 mit seinen Eltern und Geschwistern im Bayerischen Viertel zwischen Berlin-Schöneberg und Berlin-Wilmersdorf, in der Wohnung des Großvaters mütterlicherseits, der 1937 starb: Güntzelstraße 53, im dritten Stock mit Balkon. Dort besuchte er das Werner-Siemens-Realgymnasium, nach dessen Auflösung 1935 das Fichte-Gymnasium in Berlin-Wilmersdorf. 

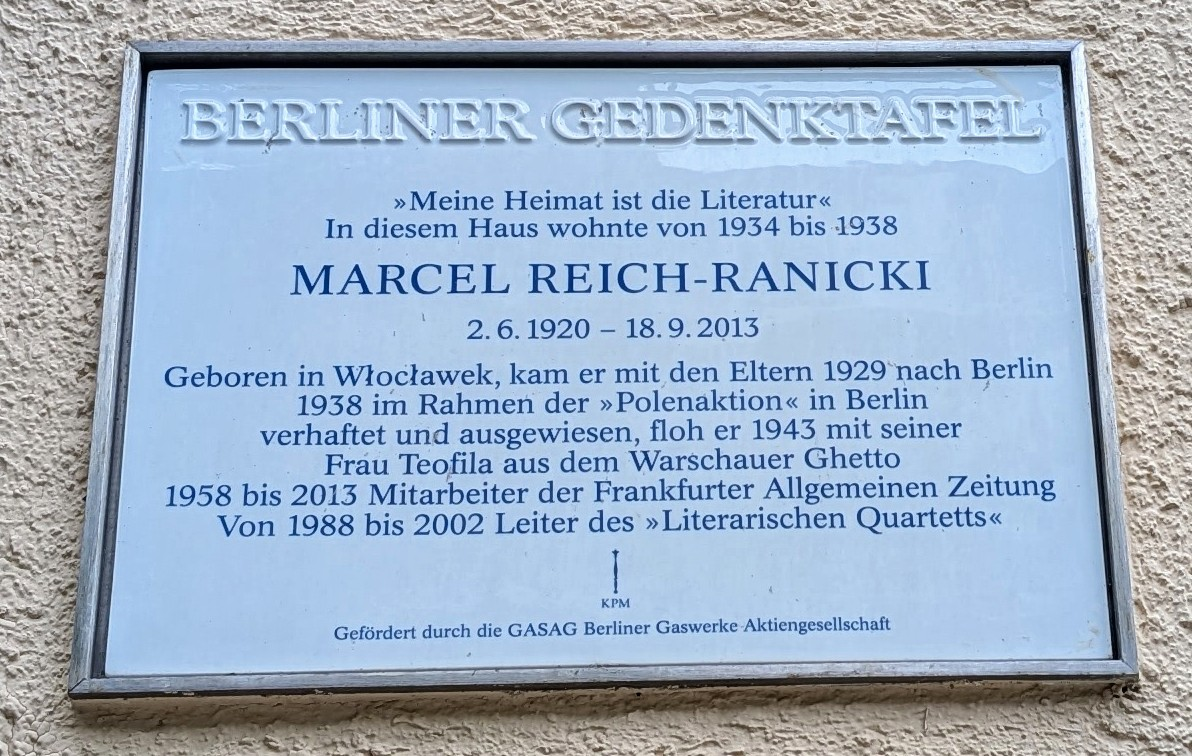
Gedenktafel Marcel Reich-Ranicki (Wohnhaus 1934 - 38)

Während seine Schulkameraden an Schulausflügen, Sportfesten und nationalsozialistischen Schulversammlungen teilnahmen, war er davon ausgeschlossen. Stattdessen vertiefte er sich in die Lektüre der deutschen Klassiker und besuchte Theater, Konzerte und Opern. Besonders die Aufführungen Wilhelm Furtwänglers und Gustaf Gründgens’ waren ihm Trost und Halt in einer zunehmend restriktiver werdenden Umwelt. Als ihm bekannt wurde, dass sich Thomas Mann von der NS-Herrschaft öffentlich distanziert hatte, wurde dieser nicht nur in literarischer, sondern auch in moralischer Hinsicht sein Vorbild. Trotz vieler nationalsozialistisch orientierter Lehrer galt am Fichte-Gymnasium noch einige Zeit das Gebot der Gleichbehandlung der jüdischen Schüler; so konnte er 1938 noch sein Abitur machen. Sein Antrag auf Immatrikulation an der Friedrich-Wilhelms-Universität Berlin wurde am 23. April 1938 wegen seiner jüdischen Abstammung abgelehnt.

### Warschau, Ghetto, Untergrund
Ende Oktober 1938 wurde er nach kurzer Abschiebehaft in der „Polenaktion“ zusammen mit etwa 17.000 polnischen und staatenlosen jüdischen Menschen nach Polen ausgewiesen. Er fuhr mit der Bahn nach Warschau, wo er niemanden kannte. Er musste die polnische Sprache neu erlernen und blieb ein Jahr arbeitslos. Am 1. September 1939 begann mit dem deutschen Überfall auf Polen der Zweite Weltkrieg, der seine Arbeitssuche abrupt beendete. Seine spätere Frau Teofila (Tosia) Langnas (12. März 1920 – 29. April 2011) lernte er durch eine Tragödie kennen: Ihre Eltern wurden durch die deutsche Besatzungsmacht aus Łódź vertrieben und enteignet, woraufhin ihr Vater Paweł Langnas am 21. Januar 1940 in Warschau Suizid beging. Reich-Ranickis Mutter, die im selben Haus wohnte, erfuhr von dem Unglück und schickte ihren Sohn dorthin, damit er sich um die Tochter kümmere.
Im November 1940 wurde auch Reich-Ranicki zur Umsiedlung ins Warschauer Ghetto gezwungen. Er arbeitete bei dem von der Besatzungsbehörde eingesetzten Ältestenrat („Judenrat“) als Übersetzer und schrieb unter dem Autoren-Pseudonym Wiktor Hart Konzertrezensionen in der zweimal wöchentlich erscheinenden Ghettozeitung Gazeta Żydowska (Polnisch für Jüdische Zeitung). Gleichzeitig war er Mitarbeiter im Ghetto-Untergrundarchiv des Emanuel Ringelblum. In dieser Zeit von Agonie und allgegenwärtigem Sterben machte er sich Überlebensmaßnahmen zu (später lebenslang beibehaltenen) Gewohnheiten; so pflegte er seitdem zum Beispiel, in Gaststätten immer mit Blickrichtung auf den Eingang zu sitzen oder durch eine zweite Rasur am Nachmittag die Gefahr negativen Auffallens zu verringern.
Am 22. Juli 1942 erschien SS-Sturmbannführer Hermann Höfle im Hauptgebäude des „Judenrats“, um die „Umsiedlung“ des Ghettos anzuordnen, die am selben Tag beginnen sollte. Zur Niederschrift der Bekanntgabe wurde Reich-Ranicki herangezogen. Von der Deportation – der Verbringung der Ghettobewohner ins Vernichtungslager Treblinka, wie sich herausstellen sollte – vorerst ausgenommen waren u. a. Beschäftigte des „Judenrats“ und ihre Ehefrauen. Zum Schutze seiner Lebensgefährtin Teofila Langnas arrangierte Reich-Ranicki daher die Eheschließung mit ihr noch am selben Tag durch einen im selben Haus beschäftigten Theologen, der berechtigt war, die Pflichten eines Rabbiners auszuüben.
Der Deportation im Januar 1943 entkam das Ehepaar, indem es auf dem Weg zum Versammlungsplatz floh. Es lebte fortan versteckt. In dieser Zeit unterstützte Reich-Ranicki zusammen mit seiner Frau die Jüdische Kampforganisation (polnisch: Żydowska Organizacja Bojowa, kurz: ŻOB) bei der Beschaffung einer größeren Geldsumme aus der Kasse des „Judenrates“. Als Anerkennung bekamen sie einen kleinen Teil des Geldes; dieser sollte ihnen die Flucht aus dem Ghetto durch Bestechung der Grenzposten ermöglichen, was am 3. Februar 1943 gelang. Sie fanden nach kurzen Zwischenverstecken für sechzehn Monate einen Unterschlupf bei der Familie des arbeitslosen Schriftsetzers Bolek Gawin und seiner Ehefrau Genia, wo sie bis September 1944 nach der deutschen Niederschlagung des Warschauer Aufstands und der Besetzung des rechten Weichselufers durch die Rote Armee ausharrten. Durch seine dramatische Nacherzählung von bedeutenden Romanen der deutschen und europäischen Literatur konnte sich Reich-Ranicki des unbeständigen, stets gefährdeten Mitleids seiner Helfer immer wieder aufs Neue versichern. Je besser er erzählte, desto höher waren auch seine Überlebenschancen. Das Um-sein-Leben-Erzählen wurde auch von ihm selbst als Scheherazade-Motiv bezeichnet. Den beiden Kindern der Familie Gawin halfen sie bei den Schularbeiten und den Eltern beim illegalen Herstellen von Zigaretten. Nach der Befreiung Polens von der NS-Herrschaft bat Gawin die beiden Überlebenden, nirgends zu erwähnen, dass sie mit seiner Hilfe die Besetzung Polens durch die Nazi-Truppen überlebt hatten, weil sich ihr Lebensretter wegen des in Polen verbreiteten Antisemitismus davor fürchtete, mit seiner Rettung von Juden ins Gerede zu kommen. Nach dem Krieg bedankten sich die Reich-Ranickis auch mit einer finanziellen Vergütung bei den Gawins. Bis zuletzt überwies das Ehepaar der Tochter Gawins hin und wieder etwas Geld. Das Paar konnte auch eine Mappe mit Zeichnungen von Tosia Reich-Ranicki herausschmuggeln, die erst 1999 veröffentlicht wurden. Die Motive stammten aus dem Alltag des Ghettos und zeigten unter anderem bis auf die Knochen abgemagerte Kinder und prügelnde Nationalsozialisten. Die Gedenkstätte Yad Vashem verlieh der Familie Gawin, die von 1943 bis 1944 das Ehepaar Reich-Ranicki bei sich versteckt hatte, auf Gerhard Gnaucks Antrag 2006 die Auszeichnung „Gerechter unter den Völkern“.

### Schicksal der Eltern und Geschwister
Reich-Ranickis Eltern, Helene und David Reich, wurden in den Gaskammern von Treblinka ermordet. Sein Bruder Alexander Herbert Reich wurde am 4. November 1943 im Kriegsgefangenen- und Arbeitslager Poniatowa bei Lublin erschossen. Seiner Schwester Gerda war es mit ihrem Mann Gerhard Böhm bereits 1939 gelungen, nach London zu fliehen, wo sie 2006 im Alter von 99 Jahren starb.

### Nachkriegszeit
Ende 1944 begann Reich-Ranicki bei der polnischen kommunistischen Geheimpolizei UB (Urząd Bezpieczeństwa) zu arbeiten, kurz nach der Befreiung der Stadt Anfang 1945 in Kattowitz, wo er die Zensur organisierte, und danach als Einsatzleiter, im Range eines Hauptmanns, für den polnischen Auslandsnachrichtendienst (MBP) bei der gegen Großbritannien gerichteten Spionage. Zeitweilig war er sogar stellvertretender Leiter der II., der operativen Abteilung des Geheimdienstes, zu deren Einsatzbereich außer Großbritannien auch Deutschland und die USA gehörten. 1948 wurde er Vize-Konsul und nahm den Namen „Marceli Ranicki“ an, da sein Familienname „Reich“ zu sehr an die Deutschen erinnerte. Er gab an, zu dieser Zeit ein Mädchen namens Ranicka gekannt zu haben. Er wurde als Resident an die polnische Botschaft in London entsandt, wo er als Agentenführer eingesetzt und persönlich für die Angelegenheiten der Exilpolen zuständig war; in London hatte zu der Zeit auch die demokratisch gewählte polnische Exilregierung ihren Sitz, die allerdings nur noch eine geringe internationale Anerkennung erfuhr. Unter seiner Leitung wurde eine Kartei mit Informationen über mehr als 2000 polnische Emigranten geführt. Gleichwohl galt Reich-Ranicki bei seinen Kollegen als „Intelligenzler“, mitunter auch als arrogant, und stieß auf entsprechend viele Vorbehalte – schließlich hatte Reich-Ranicki in London eigenmächtig seinem Schwager ein Visum ausgestellt, ohne seine Vorgesetzten um Erlaubnis zu fragen. Sein Sohn Andrzej Alexander wurde am 30. Dezember 1948 geboren. Ende 1949 wurde er aus London abberufen und kehrte nach Warschau zurück. Trotz seiner Verdienste in der Geheimpolizei – er erhielt unter anderem zwei hohe zivile Orden, 1946 und 1948 die „Medaille des Sieges und der Freiheit“ – endete seine Karriere abrupt. Der Geheimdienst und das Außenministerium entließen ihn Anfang 1950. Wegen „ideologischer Entfremdung“ schloss ihn die kommunistische Polnische Vereinigte Arbeiterpartei aus. Einige Wochen verbrachte er in Einzelhaft im Gefängnis, auch im Rahmen der ostblockweiten stalinistischen Aktion gegen „wurzellose Kosmopoliten“ und „zionistische Spionage“, die unter Jakub Berman in Polen nur sehr eingeschränkt durchgeführt wurde.
Aus dem Gefängnis entlassen, wandte er sich der Literatur zu und wurde Lektor für deutsche Literatur in einem großen Warschauer Verlag. Schon ab Ende 1951 begann er, als freier Schriftsteller zu arbeiten. Doch Anfang 1953 erteilten ihm die polnischen Behörden ein Publikationsverbot, das bis Ende 1954 in Kraft blieb. Er wurde 1955 Mitarbeiter des polnischen staatlichen Rundfunks, bei dem auch seine Frau arbeitete, und publizierte in Zeitungen, auch beim Zentralorgan der Kommunistischen Partei Trybuna Ludu.
Seinen Anträgen auf Wiedereintritt in den polnischen Geheimdienst und Rehabilitation innerhalb der kommunistischen Partei wurde 1957 stattgegeben, wie der Journalist der deutschen Tageszeitung Die Welt, Gerhard Gnauck, nach Einsicht in die Personalakten des polnischen Ministeriums für öffentliche Sicherheit (MBP) angab. Reich-Ranicki behauptete jedoch, das entsprechende Schreiben nie erhalten zu haben.
Der Journalist Tilman Jens, ein Sohn des mit Reich-Ranicki jahrzehntelang befreundeten Philologen Walter Jens, deckte Reich-Ranickis geheimdienstliche Tätigkeit auf und beschuldigte ihn am 29. Mai 1994 in der WDR-Sendung Kulturweltspiegel, während seiner Tätigkeit für den polnischen kommunistischen Geheimdienst regimekritische Exilpolen unter falschen Vorwänden „in ihre Heimat zurückgelockt“ zu haben. Einige dieser Emigranten seien daraufhin vom polnischen Regime zum Tode verurteilt worden. In seinen Repliken, die er in seiner Biografie abschließend ausführte, widersprach Reich-Ranicki den „völlig erlogenen“ Unterstellungen der Beihilfe zum Mord. Sein weitgehendes Schweigen über seine geheimdienstliche Tätigkeit sei auf eine Schweigeverpflichtung zurückzuführen, bei deren Bruch ihm „schärfste“ Konsequenzen angedroht worden waren. Er hielt seine „Arbeit für den Geheimdienst für belanglos und überflüssig“, doch habe er dies wegen der privilegierten und interessanten Lebensverhältnisse in Kauf genommen. Auch der Historiker Andrzej Paczkowski widersprach Jens; es gebe keine Belege dafür, „dass Reich während seiner Londoner Zeit daran mitgewirkt hat, Exilpolen in eine Falle zu locken“. Gemäß der Recherche Gnaucks sei Reich-Ranicki einem eigenen, in seiner Personalakte abgelegten Bericht zufolge durchaus mit der Rückführung von Emigranten im Detail befasst gewesen.

### Bundesrepublik Deutschland

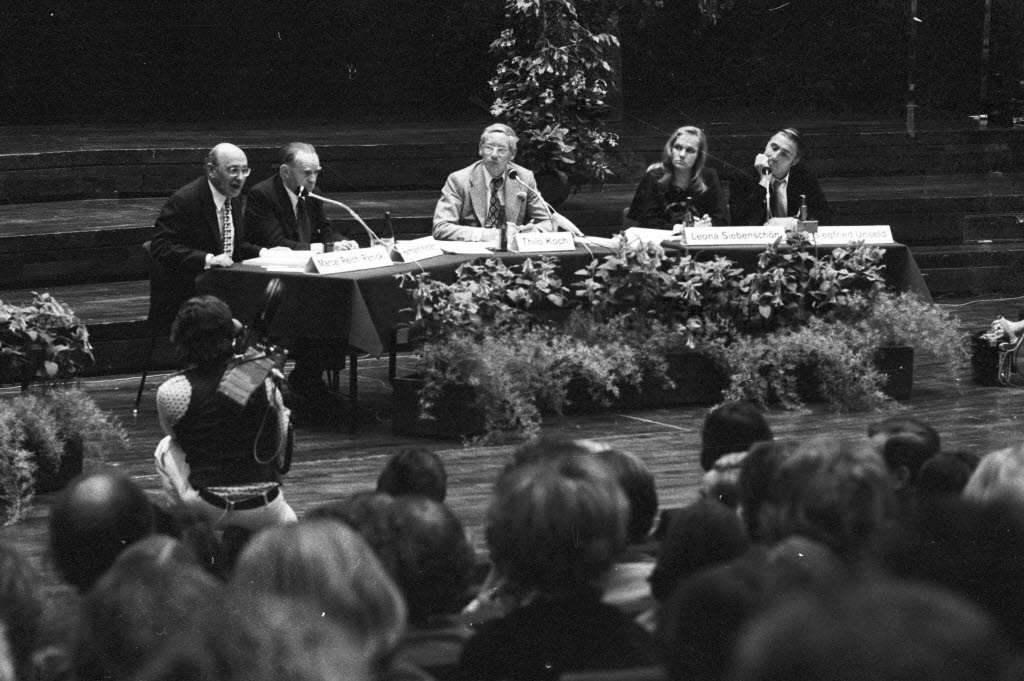
Marcel Reich-Ranicki (links) bei einem Podiumsgespräch in Kiel 1974

Nachdem für ihn in der Schweiz weder eine Arbeits- noch eine Niederlassungsbewilligung zu bekommen war, blieb Reich-Ranicki nach einer Studienfahrt in die Bundesrepublik Deutschland am 21. Juli 1958 in Frankfurt am Main. Seine Frau war zuvor mit dem Sohn Andrzej in den Urlaub nach London gefahren, um eine Ausreise der gesamten Familie in bürokratischer Hinsicht zu erleichtern. Ab August 1958 arbeitete Reich-Ranicki als Literaturkritiker im Feuilleton der Frankfurter Allgemeinen Zeitung (FAZ). Der Feuilletonchef der FAZ, Hans Schwab-Felisch, schlug ihm vor, den Doppelnamen „Reich-Ranicki“ zu verwenden, was er, ohne zu zögern, tat. Mitglieder der Gruppe 47, Siegfried Lenz und Wolfgang Koeppen, halfen ihm unter anderem, indem sie ihn ihre Bücher rezensieren ließen. Der Leiter der Literaturredaktion der FAZ, Friedrich Sieburg, setzte bald jedoch Reich-Ranickis Ausscheiden aus der Redaktion durch. Ende 1959 zog Reich-Ranicki mit seiner Frau nach Hamburg-Niendorf. Den bei seiner Schwester Gerda in London gelassenen Sohn Andrzej/Andrew holte er nach Hamburg, wo er in die Internationale Schule gehen konnte. Von 1960 bis 1973 war Reich-Ranicki Literaturkritiker der Hamburger Wochenzeitung Die Zeit. Er hatte dort schon sehr früh das Recht auf Auswahl der Bücher durchgesetzt, die er besprechen wollte, wurde aber andererseits niemals zur Teilnahme an den Redaktionskonferenzen eingeladen.
In Hamburg machte er die Bekanntschaft des NDR-Redakteurs Joachim Fest. Als dieser 1973 Mitherausgeber der FAZ wurde, erhielt Reich-Ranicki die Leitung der Literaturredaktion dieser Zeitung. Ab 1986 belastete der von Fest eingeleitete Historikerstreit immer mehr ihr Verhältnis. Bis zum offiziellen Arbeitsende 1988 hatte Reich-Ranicki die Freiheit, alle Autoren, gleich welcher politischen Couleur, im Feuilleton der FAZ zu drucken. Dabei entwickelte er insbesondere ein Engagement für seine favorisierten Autoren, die er mit nie nachlassender Aufmerksamkeit bedachte. Literarische Verdienste erwarb er sich durch die Redaktion der von ihm begründeten Frankfurter Anthologie, in der bis heute bereits über 1500 Gedichte deutschsprachiger Autorinnen und Autoren mit Interpretationen versammelt sind. Daneben hat er beständig über Jahrzehnte hinweg das Projekt einer Auslese der seiner Meinung nach besten Werke der deutschsprachigen Belletristik vorangetrieben.
In der Wochenzeitschrift Der Spiegel stellte Reich-Ranicki am 18. Juni 2001 unter dem Titel Kanon lesenswerter deutschsprachiger Werke sein Opus Magnum zu diesem Lebensthema vor. Die Anthologien sind unterteilt in „Romane“, „Essays“, „Dramen“, „Erzählungen“ und „Gedichte“, enthalten aber auch die Empfehlung, manches nur im Auszug zu lesen.
Reich-Ranicki setzte sich für eine klar verständliche Literaturkritik ein. Seine Devise, so Frank Schirrmacher, lautete: „Klarheit, keine Fremdworte, leidenschaftliches Urteil“. Sein Anliegen war es, über die Fachwelt hinaus für Literatur zu begeistern.
Gemeinsam mit anderen Literaturfreunden initiierte er 1977 den Ingeborg-Bachmann-Preis, der rasch zu einem der bedeutendsten deutschsprachigen Literaturwettbewerbe und -preise wurde.

### Wirkung und Bekanntheit

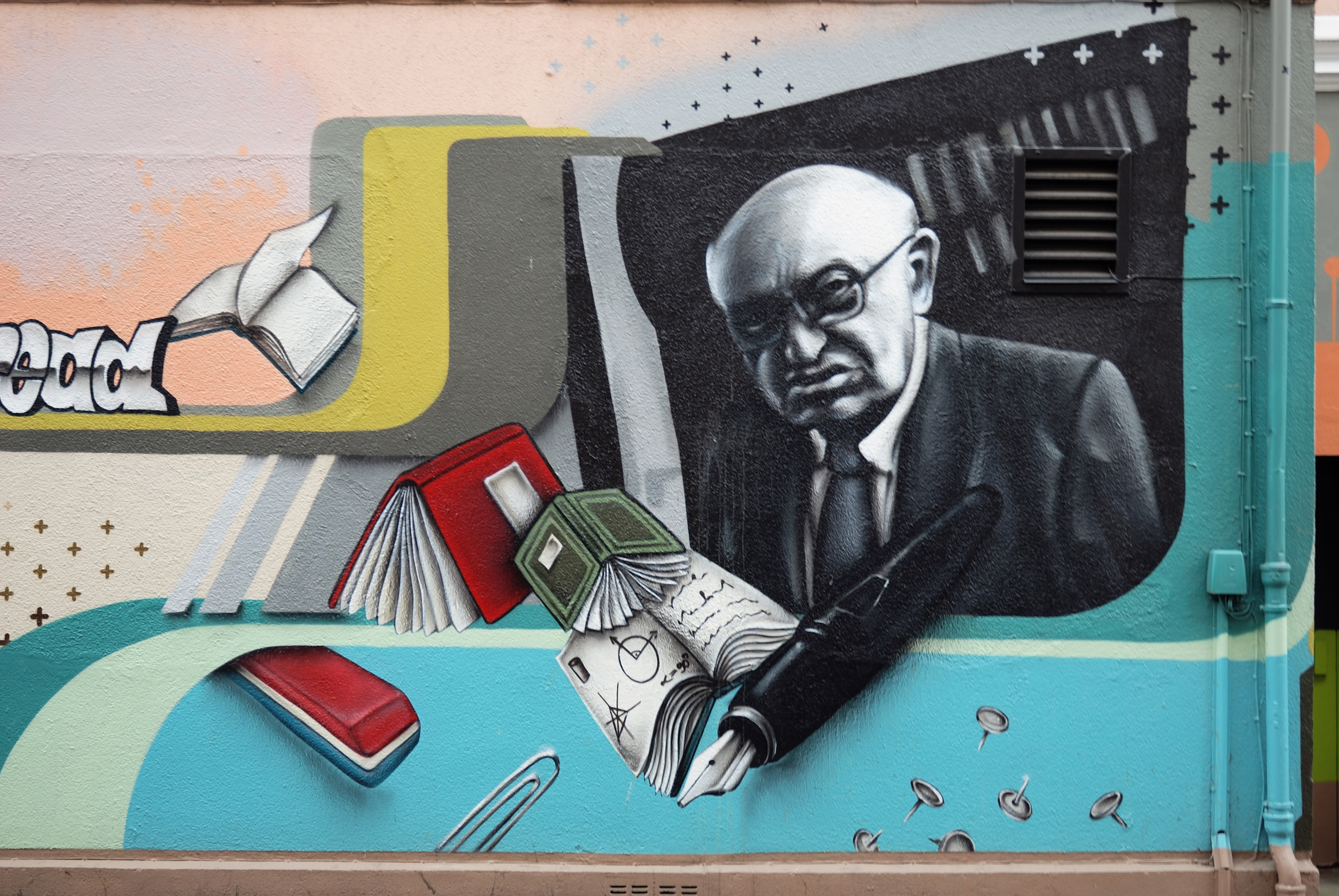
Wandbild an einer Buchhandlung

Durch seine Auftritte im Fernsehen (Das Literarische Quartett, ab 1988) wurde Reich-Ranicki über die Literaturszene hinaus populär. Nach der Veröffentlichung seiner Autobiografie (1999, Verfilmung 2009) fand sein Leben auch unter dem zeitgeschichtlichen Aspekt (Verfolgung und Überleben als Jude, Verhältnis zum polnischen Regime) großes öffentliches Interesse in Film und Fernsehen (siehe Filmografie). Laut einer Umfrage im Jahr 2010 kannten 98 Prozent der deutschen Bevölkerung seinen Namen.

#### Professuren
1968 und 1969 lehrte er an amerikanischen Universitäten, 1971 bis 1975 hatte er eine Gastprofessur in Stockholm und Uppsala inne. 1974 erhielt er die Stelle eines Honorarprofessors an der Eberhard Karls Universität Tübingen, 1990 die Heinrich-Heine-Gastprofessur an der Heinrich-Heine-Universität Düsseldorf und 1991 die Heinrich-Hertz-Gastprofessur der Universität Karlsruhe.

### Weitere Auszeichnungen

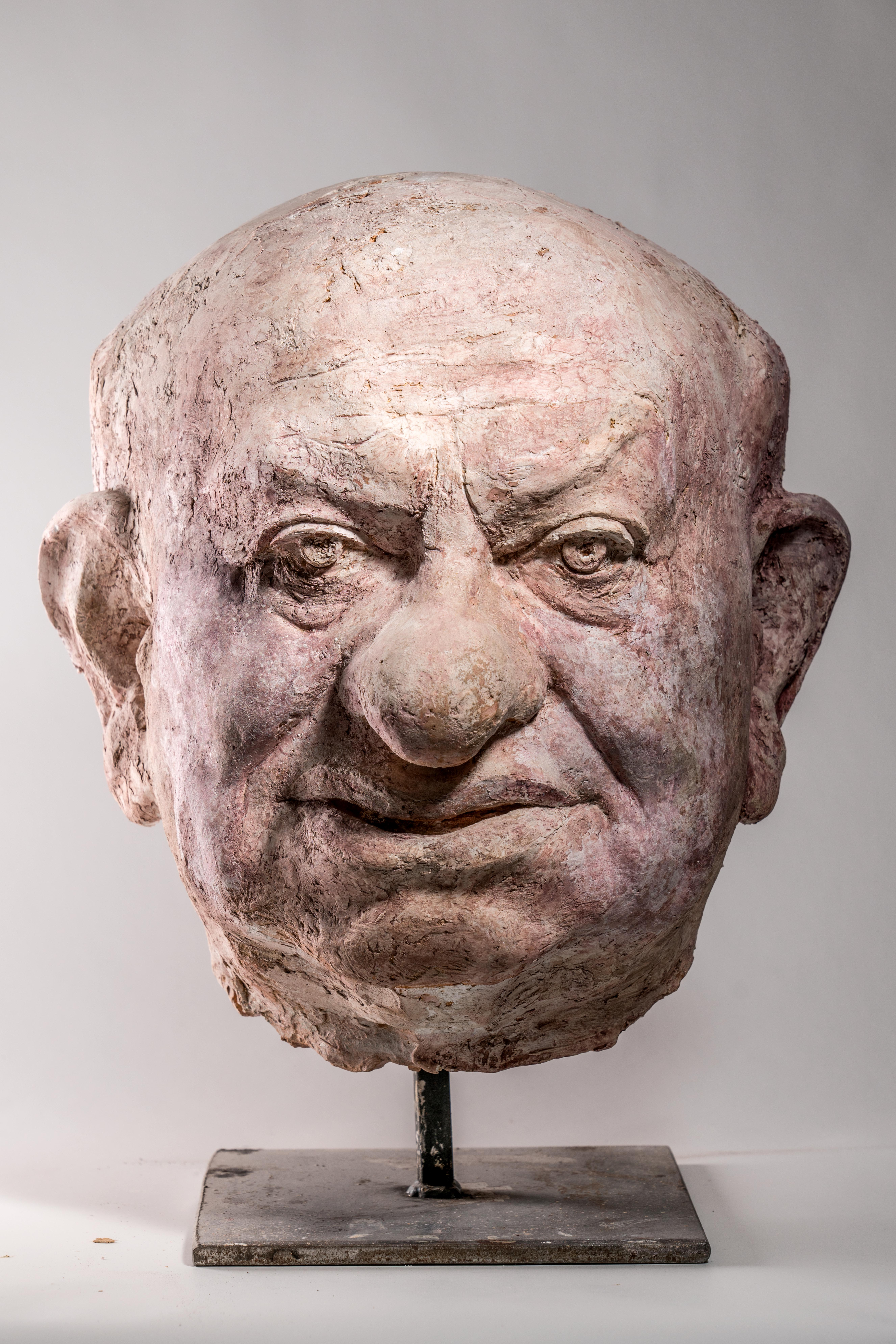
2005 modellierte der Bildhauer Wolfgang Eckert den Literaturkritiker in dessen Wohnung. Kolorierte Gipsplastik.

### Ablehnung des Deutschen Fernsehpreises

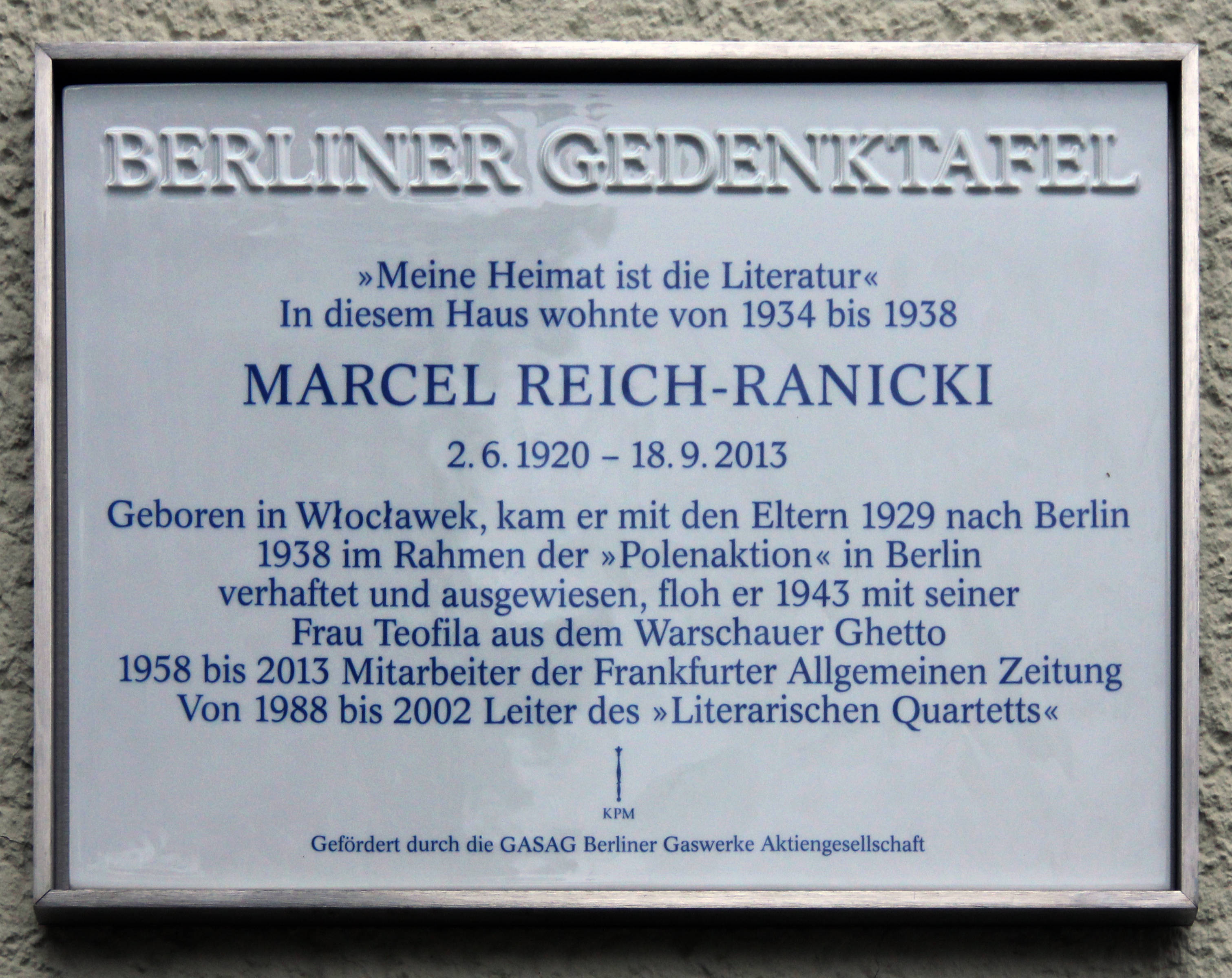
Berliner Gedenktafel am Haus Güntzelstraße 53 in Berlin-Wilmersdorf

#### Das Literarische Quartett
Vom 25. März 1988 bis zum 14. Dezember 2001 leitete Reich-Ranicki die Sendung Das Literarische Quartett im ZDF, mit der er bei einem größeren Publikum einen hohen Bekanntheitsgrad erlangte. Die Sendung zeichnete sich durch eine lebhafte und kontroverse Diskussionskultur aus. In Fachkreisen war er auch vor dieser Sendung längst als „Literaturpapst“ bekannt und galt als der einflussreichste deutschsprachige Literaturkritiker der Gegenwart. Sein Einfluss durch das Literarische Quartett steht im Mittelpunkt des Schlüsselromans Tod eines Kritikers von Martin Walser.

#### Rede im Deutschen Bundestag
Am 27. Januar 2012 hielt Reich-Ranicki im Deutschen Bundestag als Zeitzeuge die Hauptrede zum Holocaust-Gedenktag. Er schilderte, wie er als Übersetzer des „Judenrats“ im Warschauer Ghetto den ersten Tag der Deportationen ins Vernichtungslager Treblinka erlebte. Das Seminar für Allgemeine Rhetorik der Universität Tübingen würdigte den Vortrag mit der Auszeichnung „Rede des Jahres“.

### Privatleben, Familie
Reich-Ranicki lebte zuletzt in Frankfurt-Dornbusch. Seine Frau Teofila starb am 29. April 2011 im Alter von 91 Jahren. Beider Sohn Andrzej (später Andrew Ranicki) war Professor für Mathematik (Topologie) an der Universität Edinburgh und starb 2018 mit 69 Jahren in Edinburgh. Der britische Maler Frank Auerbach war Reich-Ranickis Cousin.
Zu Beginn seiner Autobiographie schreibt Reich-Ranicki, dass er „kein eigenes Land, keine Heimat und kein Vaterland“ hat. Seine Heimat sei im Letzten die Literatur gewesen.
Reich-Ranicki war Atheist. In einer Fernsehdokumentation des Jahres 2006 erklärte er: „Gott ist eine literarische Erfindung. Es gibt keinen Gott. […] Ich kenne keinen. Hab ihn nie gekannt. Nie in meinen Leben!“ Religion beschrieb er als „eine Brille, die den Blick auf die Wirklichkeit trübt, die bittere Realitäten hinter einem milden Schleier verschwinden lässt“.

### Tod

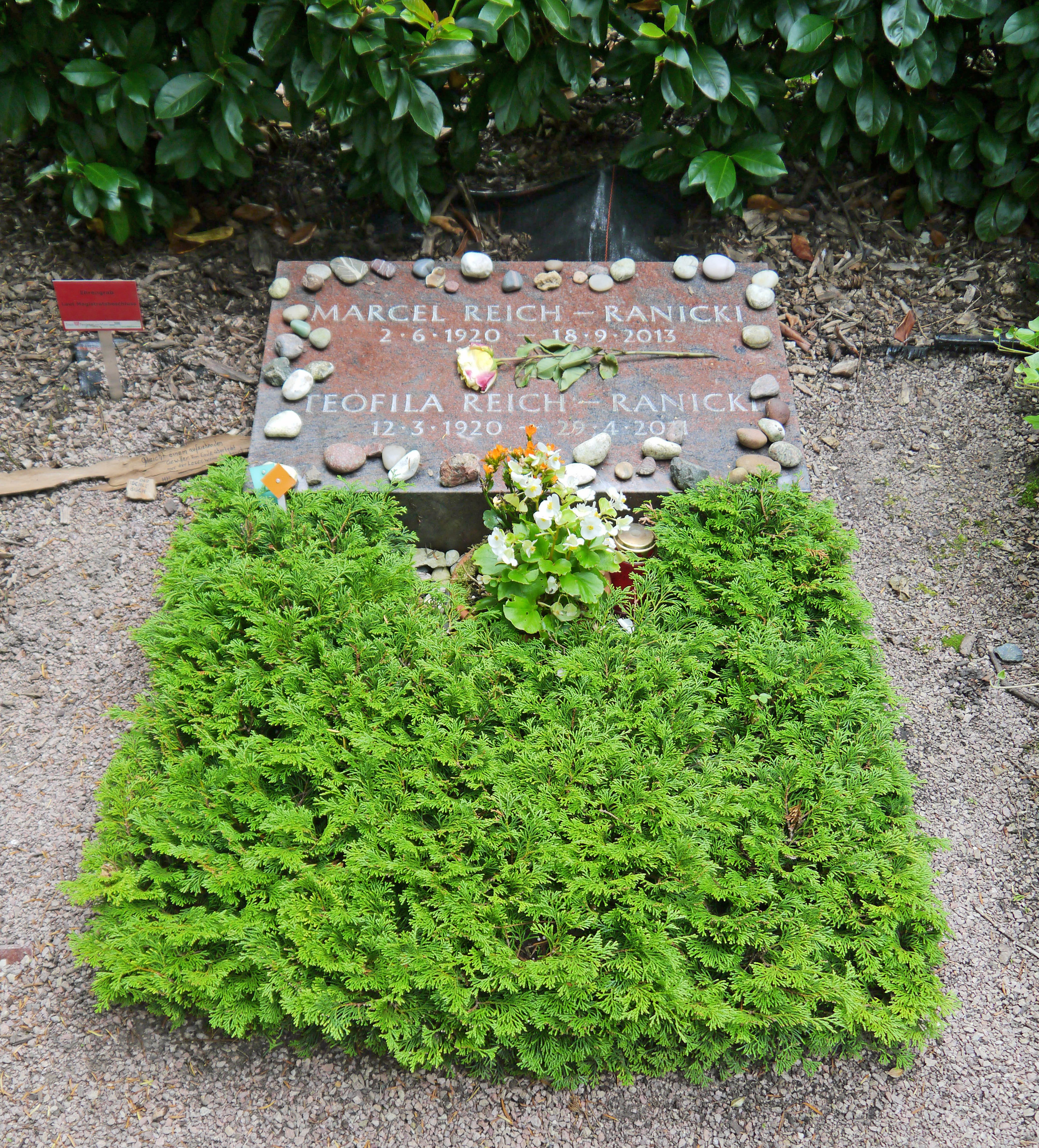
Urnengrab auf dem Frankfurter Hauptfriedhof

Am 4. März 2013 gab Reich-Ranicki bekannt, an Krebs erkrankt zu sein. Er starb am 18. September desselben Jahres im Alter von 93 Jahren in einem Pflegeheim in Frankfurt am Main.
Am 26. September 2013 fand für Familie, Freunde und Weggefährten eine Trauerfeier auf dem Frankfurter Hauptfriedhof statt. An ihr nahmen zahlreiche Gäste teil. Bundespräsident Joachim Gauck legte einen Kranz nieder, Hessens Ministerpräsident Volker Bouffier hielt eine Ansprache, und auch Fernseh-Entertainer Thomas Gottschalk sprach am Sarg Reich-Ranickis. Anwesend waren weiterhin der Vizepräsident des Zentralrats der Juden in Deutschland und Vorsitzende der Jüdischen Gemeinde Frankfurt am Main Salomon Korn sowie Oberbürgermeister Peter Feldmann und die ehemalige Oberbürgermeisterin Petra Roth. Das Grab Marcel Reich-Ranickis und seiner Frau befindet sich auf dem Frankfurter Hauptfriedhof (Urnenhain, Gewann XIV 34 UG).